# 既存
| ウィキペディアには「既存」という見出しの百科事典記事はありません（タイトルに「既存」を含むページの一覧/「既存」で始まるページの一覧）。 代わりにウィクショナリーのページ「既存」が役に立つかもしれません。 |